# Доминощайн
Доминощайн (на немски: Dominostein) са вид бонбони, традиционно продавани по Коледните празници в Германия и Австрия.
Вътрешността на бонбоните е съставена от няколко слоя – тестена основа от лебкухен, конфитюр от вишна или кайсия и горен пласт от марципан или персипан. Тези слоеве са покрити с тънка глазура от шоколад. Доминощайн са създадени през 1936 година от дрезденския сладкар Херберт Вендлер и придобиват популярност през Втората световна война като евтин и достъпен заместител на традиционните пралини.